# 国鉄C94形コンテナ
国鉄C94形コンテナ（こくてつC94がたコンテナ）は、日本国有鉄道（国鉄）が1970年（昭和45年）に製造した、鉄道輸送用二種規格（約12 ft）有蓋コンテナである。

## 概要
国鉄では独自規格（旧一種規格）の5 tコンテナを運用してきたが、サイズを拡大した10 tコンテナであるC900形を1969年（昭和44年）に製作した。この際ISO規格を採り入れて旧三種規格とした。積載重量では5 t→10 tと2倍になったが、積載容積では14.3m3（C11形）→30.4 m3（C900形）と2.1倍であったため5 tコンテナの規格を見直し二種規格を制定した。
1970年（昭和45年）度に日本初の二種規格コンテナとしてC94形が東急車輛製造にて1個製作された。これ以降国鉄分割民営化を行い日本貨物鉄道（JR貨物）に至る現在でも5 tコンテナは二種規格が使用されている（現在では新一種規格と名称が変更されている）。
その後の量産はC20形へ移行し本形式は1個の試作にとどまった。
扉位置は、片側妻面の1か所のみで塗装は黄緑6号である。寸法関係は全長3,658 mm、全幅2,438 mm、全高2,350 mm、荷重5 t、自重1.2 t、容積17.1 m3である。
晩年は消息不明になり1986年（昭和61年）度に形式消滅した。